# Kanton Rennes-Brequigny
Kanton Rennes-Brequigny (francouzsky Canton de Rennes-Brequigny) je francouzský kanton v departementu Ille-et-Vilaine v regionu Bretaň. Tvoří ho pouze jižní část města Rennes.